# Jean Tigana
Jean Amadou Tigana (ur. 23 czerwca 1955 w Bamako, Mali) – francuski trener piłkarski i piłkarz. W 1984 roku z reprezentacją Francji, w której barwach rozegrał 52 mecze, zdobył mistrzostwo Europy, a dwa lata później wywalczył III miejsce na Mundialu. Jako szkoleniowiec doprowadził AS Monaco do mistrzostwa Francji.

## Kariera piłkarska
Przyszedł na świat w stolicy Mali – Bamako. Miał trzy lata, kiedy wraz z rodziną przybył do Francji. Dwunastoosobowa rodzina (Tigana ma dziewięcioro rodzeństwa) zamieszkała w Marsylii, ale wiodło jej się bardzo źle. Jean wcześnie musiał podjąć pracę zarobkową. Równocześnie grał w piłkę w małym klubie Caillols Marsylia.
Jako dwudziestolatek podpisał kontrakt z drugoligowym SC Toulon, gdzie częściej zmagał się z kontuzjami niż biegał po boisku. Podczas jednego z nielicznych występów zauważył go Aimé Jacquet i postanowił ściągnąć do Olympique Lyon, którego wówczas był trenerem. Jacquet zadbał o wzmocnienie budowy fizycznej piłkarza, zmuszał do większej zadziorności. Już wkrótce Tigana stał się jednym z najlepszych defensywnych pomocników w lidze, wyróżniającym się nie tylko skuteczną grą, ale i elegancją.
Jesienią 1980 roku Tigana zadebiutował w reprezentacji Francji, ale miejsce w podstawowej jedenastce drużyny narodowej wywalczył dopiero w czasie Mundialu 1982. Dwa lata później na Euro 1984 pełnił już funkcję reżysera gry i dzięki efektywnej współpracy z Michelem Platinim zyskał miano najlepszego asystenta turnieju. Na Mistrzostwach Świata w 1986 roku Tigana wystąpił we wszystkich spotkaniach reprezentacji, która po zwycięstwie nad Belgią w meczu o trzecie miejsce zdobyła srebrny medal. W meczu drugiej rundy z Węgrami strzelił swojego jedynego gola w historii występów w kadrze.
Przez osiem lat był zawodnikiem Girondins Bordeaux, gdzie zabrał go z Lyonu Jacquet. Zdobył z nim trzykrotnie mistrzostwo Francji. Piłkarską karierę zakończył w Olympique Marsylia w wieku trzydziestu sześciu lat.

### Sukcesy piłkarskie
- mistrzostwo Francji 1984, 1985 i 1987, Puchar Francji 1986 i 1987 oraz półfinały Pucharu Mistrzów 1984-85 i Pucharu Zdobywców Pucharów 1986-87 z Girondins Bordeaux
- mistrzostwo Francji 1990 i 1991 oraz półfinał Pucharu Mistrzów 1989-90 z Olympique Marsylia
- drugi piłkarz Europy roku 1984 według France Football

W reprezentacji Francji od 1980 do 1988 roku rozegrał 52 mecze i strzelił 1 gola – mistrzostwo Europy 1984, III miejsce na Mistrzostwach Świata 1986 i IV miejsce na Mistrzostwach Świata 1982

## Kariera szkoleniowa
W wieku trzydziestu ośmiu lat został szkoleniowcem Olympique’u Lyon, który w sezonie 1994-95 doprowadził do wicemistrzostwa Francji.
Ten wynik zaowocował propozycją pracy w bogatszym AS Monaco. Z klubem z księstwa Tigana zdobył mistrzostwo kraju, a także dotarł do półfinałów Pucharu UEFA i Pucharu Mistrzów. Pod jego okiem dojrzewały talenty Fabiena Bartheza, Davida Trezegueta i Thierry’ego Henry’ego, przyszłych mistrzów świata. W 1999 roku Tigana popadł w konflikt z władzami klubu i podał się do dymisji.
W maju 2000 roku przyjął propozycję od egipskiego multimilionera Mohameda al-Fayeda, właściciela Fulham F.C., wówczas klubu angielskiej pierwszej ligi. Jeszcze w edycji 2000-01 Tigana wywalczył awans do Premiership. W kolejnych latach zespół grał jednak poniżej oczekiwań al-Fayeda i w czerwcu 2003 roku, dwie kolejki przed zakończeniem sezonu, francuski trener został zdymisjonowany. Od października 2005 do końca sezonu 2006/07 był szkoleniowcem Beşiktaşu JK.
Pod koniec maja 2010 Tigana został trenerem Girondins de Bordeaux. Na tym stanowisku zastąpił Laurenta Blanca.

### Sukcesy szkoleniowe
- wicemistrzostwo Francji 1995 z Olympique Lyon
- mistrzostwo Francji 1997 oraz półfinały Pucharu UEFA 1996-97 i Pucharu Mistrzów 1997-98 z AS Monaco
- awans do Premiership w sezonie 2000-01 z Fulham F.C.